# Oyé Lamah Guilavogui
Pour les articles homonymes, voir Guilavogui.
Oyé Lamah Guilavogui est un homme politique guinéen.
Le 3 juin 2020, il est nommé ministre de l'Environnement, des Eaux et Forêts dans le gouvernement Kassory.

## Ministre
Oyé Guilavogui est ministre des Postes, des Télécoms et des Nouvelles technologies de l'informations dans les gouvernements Mohamed Saïd Fofana (1) et (2), puis ministre des Transports dans le gouvernement Youla.
Il est nommé le 3 juin 2020, ministre de l'Environnement, des Eaux et Forêts dans le gouvernement Kassory I jusqu'au 5 septembre 2021.

## Arrestation
Oyé Lamah Guilavogui est mis sous mandat de dépôt à Maison centrale de Conakry le 6 avril 2022 après trois jours d’interrogatoire par la cour de répression des infractions économiques et financières. Il est poursuivi pour des faits présumés d'enrichissement illicite et de détournements de deniers publics,.
Le 19 mai 2022, il est libéré avec une amende de vingt milliards de franc guinéen et placé sous contrôle judiciaire.
En novembre 2023, Oyé Guilavogui souffrant depuis plusieurs mois est évacué vers la Tunisie, afin de suivre un meilleur traitement sanitaire.